# Kunovec
Kunovec falu Horvátországban Kapronca-Kőrös megyében. Közigazgatásilag Koprivnički Ivanechez tartozik.

## Fekvése
Kaproncától 6 km-re északnyugatra, községközpontjától 3 km-re nyugatra a Drávamenti-síkságon fekszik.

## Története
Kunovec neve 1644-ben az ivaneci plébános segítséget kérő levelében tűnik fel, melyben jobbágyairól, mint a Stájer Hercegség, illetőleg a kaproncai kapitányság jobbágyairól ír. 1647-ben III. Ferdinánd király az uradalom hét falvából hármat, köztük Kunovecet is Mikulich Tamás bánhelyettesnek, király személynöknek adott. Ez ellen a kaproncai várkapitány kifogást emelt és 1659-ben a falvak újra visszakerültek a fennhatósága alá.
1857-ben 621, 1910-ben 862 lakosa volt. 1920-ig Varasd vármegye Ludbregi járásához tartozott. 2001-ben a falunak 595  lakosa volt.

## Nevezetességei
Szent Borbála tiszteletére szentelt temploma egyhajós, historikus stílusú, keleti-nyugati tájolású épület. A hajónál keskenyebb, lekerekített szentélye van, melyhez a sekrestye az északi oldalon csatlakozik. A harangtorony a nyugati főhomlokzat központi tengelyében helyezkedik el. 1899-ben épült egy régebbi, 1688-ból származó fakápolna helyén. Építése különösen fontos volt a település központi részének kialakulása szempontjából, és a Szentháromság-oszloppal együtt alkot értékes egészet.

## Külső hivatkozások
- Koprivnički Ivanec község hivatalos oldala